# Platymantis naomii
Espèce
Synonymes
- Platymantis naomiae Alcala, Brown & Diesmos, 1998

Statut de conservation UICN

 NT  : Quasi menacé
Platymantis naomii est une espèce d'amphibiens de la famille des Ceratobatrachidae.

## Répartition
Cette espèce est endémique de Luçon aux Philippines. Elle se rencontre de 900 à 2 150 m d'altitude sur les monts Banahaw et San Cristobal.

## Description
Les mâles mesurent de 20,3 à 23,9 mm et les femelles de 21,6 à 28,0 mm.

## Étymologie
Cette espèce est nommée en l'honneur de Naomi Lusoc, l'épouse d'Angel Chua Alcala.

## Publication originale
- Alcala, Brown & Diesmos, 1998 : Two new species of the genus Platymantis (Amphibia: Ranidae) from Luzon Island, Philippines. Proceedings of the California Academy of Sciences, sér. 4, vol. 50, no 17, p. 381-388 (texte intégral).